# Spice World, le film
Pour les articles homonymes, voir Spice World.
Pour plus de détails, voir Fiche technique et Distribution.
Spice World, le film (Spiceworld The Movie) est un film britannique réalisé par Bob Spiers et sorti en 1997. Il met en scène le groupe Spice Girls, qui est considéré comme le plus grand groupe féminin de l'histoire de la musique, avec 100 millions de disques vendus durant leur carrière et 10 singles classés n°1 dans le monde,,,. Le film est un succès mondial avec plus de 151 millions de dollars récoltés,.
La chanson phare du film Too Much, est un succès mondial immédiat, se classant à la 1re place des charts britanniques dès sa sortie, tout en y restant deux semaines. Il s'agit du sixième numéro 1 consécutif du groupe au Royaume-Uni, faisant des Spice Girls les premières artistes dont les six premiers singles sont arrivés en tête des ventes dans ce pays.
À l’heure actuelle, le film est considéré comme culte pour toute une génération, le décrivant comme un film brillant, voire un chef-d’œuvre du genre parodique, qui se moque aussi bien du starsystem, que des clichés du cinéma, tout en octroyant un 4eme mur, de nombreux clins d’oeils à la culture populaire de l’époque,,,,,,,,,.

## Synopsis
Ce film « reconstitue » — de manière romancée et humoristique — quelques jours dans la vie des Spice Girls avant leur premier concert au Royal Albert Hall. Les membres du célèbre groupe britannique y jouent leur propre rôle. Cela étant dit une énorme dispute éclate et le groupe est sur le point de se séparer.

## Fiche technique
- Titre original : Spiceworld The Movie
- Titre français : Spice World, le film
- Réalisation : Bob Spiers
- Scénario : Kim Fuller, Jamie Curtis
- Musique : Spice Girls
- Producteurs : Uri Fruchtmann, Mark L. Rosen, Barnaby Thompson
- Sociétés de production : Columbia Pictures, Spice Productions, Fragile Films, Icon Entertainment International, Polygram Filmed Entertainment
- Sociétés de distribution : Columbia Pictures
- Pays d'origine :  Royaume-Uni
- Langue : Anglais
- Tournage : du 9 juin 1997 au 1er août 1997
- Genre : Comédie, Film musical
- Durée : 93 minutes
- Dates de sortie : 
  -  Royaume-Uni : 26 décembre 1997
  -  France : 24 décembre 1997

## Distribution
- Geri Halliwell (VF : Patricia Legrand) : Geri (alias Ginger Spice)
- Victoria Beckham (VF : Dominique Vallée) : Victoria (alias Posh Spice)
- Melanie Chisholm (VF : Edwige Lemoine) : Melanie C (alias Sporty Spice)
- Melanie Brown (VF : Pascale Vital) : Melanie B (alias Scary Spice)
- Emma Bunton (VF : Barbara Tissier) : Emma (alias Baby Spice)
- Richard E. Grant (VF : Patrick Borg) : Clifford
- Claire Rushbrook (VF : Martine Irzenski) : Deborah
- Alan Cumming (VF : Thierry Wermuth) : Piers Cuthbertson-Smyth
- Jason Flemyng (VF : Emmanuel Curtil) : Brad
- Roger Moore (VF : Jean Berger) : Le Chef
- Meat Loaf : Dennis
- Naoko Mori (VF : Yumi Fujimori) : Nicola
- Elton John : lui-même
- Michael Barrymore (VF : Jacques Ciron) : M. Step
- Richard Briers : Bishop
- Elvis Costello : lui-même
- Stephen Fry : Juge
- Bob Geldof : lui-même
- Jools Holland : directeur musical
- Bob Hoskins : Geri Déguisée
- Perdita Weeks : Evie
- Barry Humphries : Kevin McMaxford
- Hugh Laurie : Poirot
- Jonathan Ross (présentateur de télévision) : lui-même
- Jennifer Saunders : La Femme Fashion
- Kevin Allen (acteur) : Gainer (Le directeur de la chaîne de télévision)
- Richard O'Brien : Damien le paparazzi

## Musique
Aucune bande-son officielle du film n'a été commercialisée, puisque leur deuxième album studio, Spiceworld a été publié à l'époque, fortement promu et a servi de bande sonore du film. La seule chanson de Spiceworld à ne pas apparaître dans le film est Move Over. Les chansons apparaissant dans le film sont en ordre d'apparition. La chanson phare du film Too Much, est un succès mondial immédiat, se classant à la 1re place des charts britanniques dès sa sortie, tout en y restant deux semaines. Il s'agit du sixième numéro 1 consécutif du groupe au Royaume-Uni, faisant des Spice Girls les premières artistes dont les six premiers singles sont arrivés en tête des ventes dans ce pays. C'est aussi leur deuxième numéro 1 de la semaine de Noël, après 2 Become 1 l'année précédente.
- Spice Girls - Too Much (Séquence d'ouverture)
- Spice Girls - Do It
- Spice Girls - Say You'll Be There (Unplugged Concert Version)
- Spice Girls - Mama
- Spice Girls - Denying
- Spice Girls - Saturday Night Divas
- Spice Girls - Stop
- Spice Girls - 2 Become 1
- Spice Girls - I'm the Leader of the Gang (I Am)
- Spice Girls - Never Give Up on the Good Times
- Spice Girls - Sound Off
- Millie Small - My Boy Lollipop
- Spice Girls - Viva Forever
- Spice Girls - Wannabe (Demo Version)
- Spice Girls - Who Do You Think You Are (Morales Club Mix Edit)
- Spice Girls - Spice Up Your Life (Live @ Albert Hall)
- Spice Girls - The Lady Is a Vamp (Générique de fin)

## Box-office
Spice World, Le film s'érige à la 1ere place au Royaume-Uni, gagnant plus de 6,8 millions de livres sterling lors de son 1er week-end d'ouverture en 1997. Le film est également un succès aux États-Unis, se classant à la 1ere place, battant le record à cette époque pour le plus grand week-end du week-end du Super Bowl (25 janvier 1998), avec des ventes au box-office de 10 527 222 millions de dollars amassés lors de son 1er weekend d'exploitation. Au niveau mondial, il est un succès avec plus de 151 millions de dollars récoltés,.

## Records de ventes
Au Royaume-Uni, le film a été numéro 1 des ventes en vidéo pendant six semaines consécutives, a été certifié 11x Platinum, et est devenu la neuvième meilleure vente de vidéo en 1998,,.
Aux États-Unis, le film atteint la 1ere meilleure vente de cassettes vidéos durant cinq semaines consécutives, se classant comme la 5eme meilleure vente de cassette vidéo de l’année 1998.

## Critiques
L’auteur Mark Sinker l’a placé aux côtés du film culte de 1968 Head, du groupe musical The Monkees. Janet Maslin de The New York Times considère le film comme « étant assez agréable. ».
Spice World est l’un des films les plus mal notés par le critique Roger Ebert : il lui attribue la note de 0,5 sur 10,.
Sur le site Rotten Tomatoes, il obtient la note de 45% basée sur 62 critiques. Sur Metacritic, le film obtient 32 sur of 100. AllMovie lui attribue la note de 2,5 sur 5.

## Statut de film culte
À l’heure actuelle, le film est considéré comme culte pour toute une génération, le décrivant comme un film brillant, voire un chef d’œuvre du genre parodique, qui se moque aussi bien du starsystem, que des clichés du cinéma, tout en octroyant  un 4eme mur, de nombreux clins d’oeils à la culture populaire de l’époque,,,,,,,,,.